# Paphiopedilum parishii
Paphiopedilum parishii là một loài thực vật có hoa trong họ Lan. Loài này được (Rchb.f.) Stein mô tả khoa học đầu tiên năm 1892.

## Hình ảnh

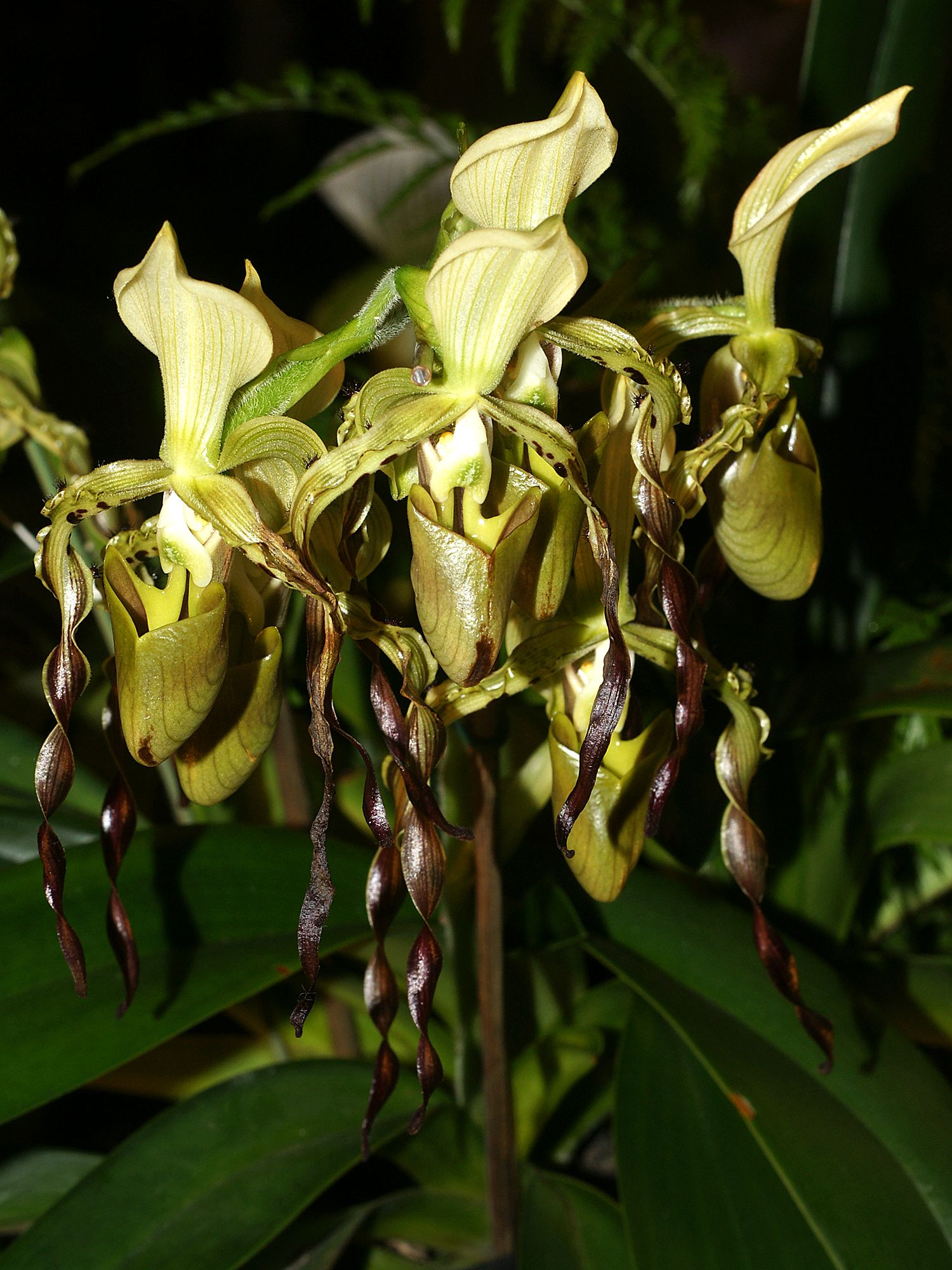
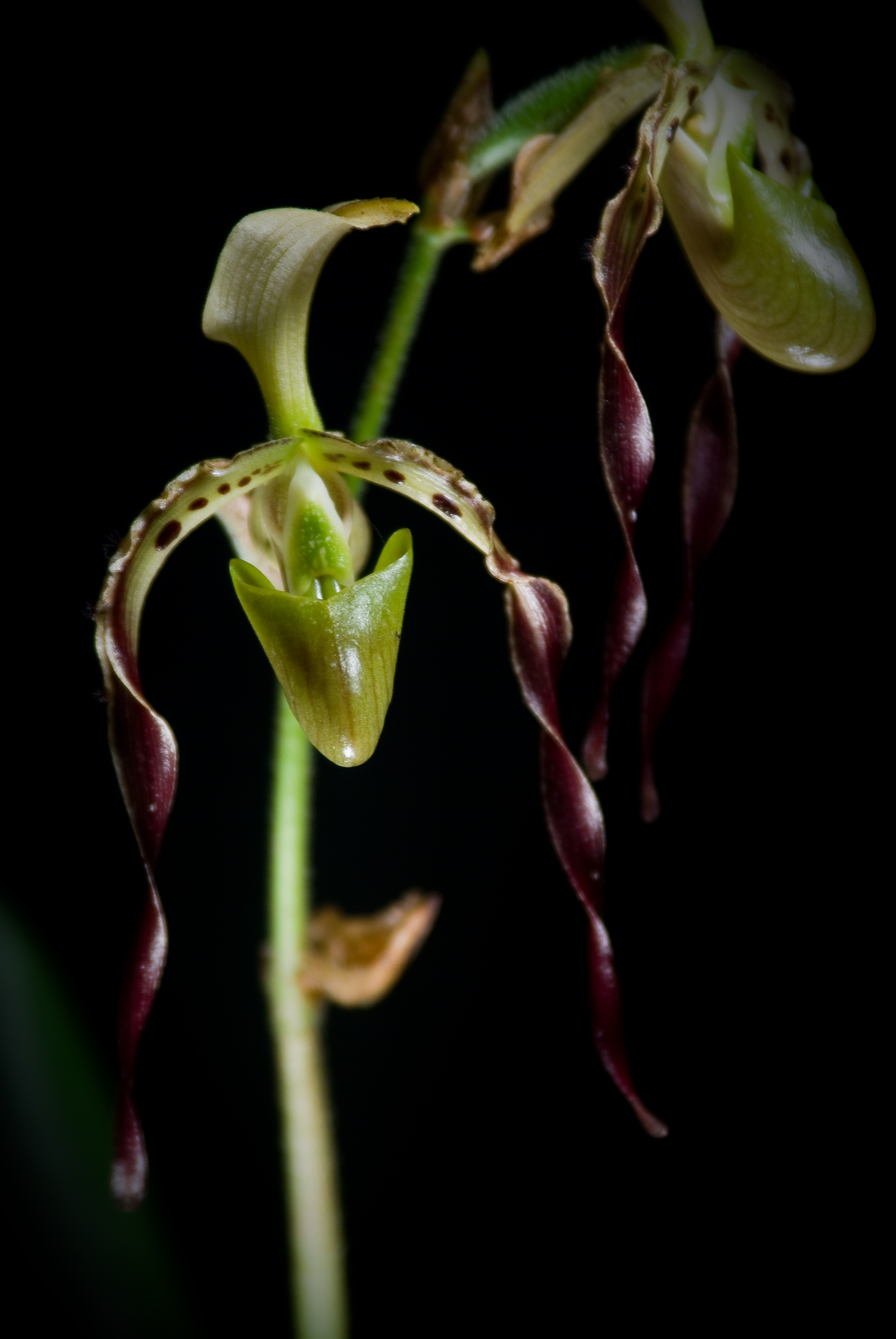